# Маратонци трче почасни круг
Маратонци трче почасни круг је југословенски играни филм из 1982. снимљен у режији Слободана Шијана, а по сценарију Душана Ковачевића и представља филмску верзију његове  истоимене позоришне представе. Главне улоге тумаче Богдан Диклић, Данило Бата Стојковић, Павле Вуисић, Мија Алексић, Мића Томић, Јелисавета Саблић, Бора Тодоровић и Зоран Радмиловић.
Радња филма се дешава у међуратном периоду, у породици Топаловић, која се бави погребном опремом и коју сачињава пет генерација мушкараца. После смрти најстаријег члана, у породици долази до унутрашњег сукоба, око вођења посла. Најмлађи потомак, не жели да се бави гробарским послом и покушава да се опроба на филму, у чему га подржава најбољи пријатељ. Отац његове девојке, који се бави сумњивим пословима, сарађује са породицом, али због дуговања долази у сукоб са њима. Након сазнања да га је девојка преварила са најбољим пријатељем, он је убија и враћа се породици, која га потом прихвата за новог вођу.
Југословенска кинотека је филм уврстила међу 100 српских играних филмова, који су 28. децембра 2016. проглашени за културно добро од великог значаја.

## Радња
Радња је смештена 1935. године, после атентата на краља Александра у Марсеју, у малој српској паланци.
Прича се догађа у времену између два рата (1935). У породици Топаловић, коју сачињава шест генерација мушкараца — најмлађи има 24 године а најстарији 150 — долази до великих сукоба, јер млади потомак не жели да се бави погребничким занатом, који деценијама, с колена на колено, држи његова породица.
Производња мртвачких сандука је све уноснија, уводи се нова технологија, сахрањује се брже и лакше, наступа време крематоријума. Али, најмлађег члана породице Мирка (Богдан Диклић) све то не занима; он жели да се бави филмом, залуђен том идејом од стране свог најбољег пријатеља Ђенке. Мирко је заљубљен у Кристину, која не мари за њега и заљубљена је у Ђенку. Кристинин отац, Били Питон, набављач мртвачких сандука за фирму Топаловића „Дуго коначиште”, хоће да утера стари дуг и уцењује породицу. Он тражи већи удео у заради, правичну поделу у послу и добити или да уда своју ћерку јединицу за Мирка а да дуг уђе као његов мираз, односно сувласништво у фирми.
Тако долази до сукоба ове две породице у којем се не бирају средства. Последња сцена је почетак обрачуна између Билијеве породице и породице Топаловић.
Ковачевић је двадесет година раније предвидео неодрживост југословенске државне заједнице. На власти су гробари, који сахрањују таленте, вештину, младост и уопште све што вреди у земљи. Својом поквареношћу, неспособношћу, халапљивошћу, терају себи супротне из земље или у земљу како би добили већу моћ.

## Улоге
| Глумац                     | Улога                  |
| -------------------------- | ---------------------- |
| Богдан Диклић              | Мирко Топаловић        |
| Данило Бата Стојковић      | Лаки Топаловић         |
| Павле Вуисић               | Милутин Топаловић      |
| Мија Алексић               | Аксентије Топаловић    |
| Миливоје Мића Томић        | Максимилијан Топаловић |
| Радислав Лазаревић         | Пантелија Топаловић    |
| Зоран Радмиловић           | Били Питон             |
| Јелисавета Сека Саблић     | Кристина               |
| Бора Тодоровић             | Ђенка                  |
| Мелита Бихали              | Оља                    |
| Фахро Коњхоџић             | Господин Рајковић      |
| Вељко Мандић               | Рајковићев брат        |
| Михајло Бата Паскаљевић    | Старији жандар         |
| Рас Растодер               | Млађи жандар           |
| Драгољуб Гула Милосављевић | Ожалошћени             |
| Станојло Милинковић        | Сељак из бунара        |
| Војислав Мићовић           | Старац са гробља       |
| Мирослав Јовановић         | Близанац 1             |
| Драгослав Јовановић        | Близанац 2             |
| Милован Тасић              | Грдобија               |
| Милан Јањић                | Патуљак                |
| Небојша Топић              | Поп Ђура               |
| Никола Бродац              | Покојник               |

## Настанак филма
Након успешне реализације филма Ко то тамо пева, који је био прва сарадња редитеља Слободана Шијана и сценаристе Душка Ковачевића, одлучили су да екранизују тада веома популарну представу Маратонци трче почасни круг, која се од 26. фебруара 1973. давала у београдском позоришту Атеље 212. Подстакнут укидањем студентске стипендије, од које се издржавао, Ковачевић је 1972. као студент треће године драматургије на Академији за позориште, филм, радио и телевизију у Београду написао црнохуморну драму, која је представљала његов обрачун са тадашњом комунистичком влашћу, коју је представио као погребно предузеће. Драма је била његов годишњи рад у класи професора Владимира Стаменковића, а како се професору допала, он је однео у Атеље 212 и дао редитељу Муцију Драшкићу и драматургу Бориславу Михајловићу Михизу, који су након неколико дана одлучили да је уврсте на репертоар. Иако је драма била замишљена као озбиљна критика друштва кроз трагедију, позоришна публика је прихватила као комедију.
Радња драме одвијала се у савременом добу (почетак 1970-их), па је приликом писања филмског сценарија договорено да буде пребачена у 1930-е, које су према оцени аутора боље функционисале са том врстом хумора. Највећа интервенција на ликовима односила се на лик Ђенке, који је у драми представљен као „ситни градски мангуп”, па је Шијан предложио да буде кинооператер. Наиме, он је као страствени заљубљеник у кинематографију, одлучио да пошто радњу пребацују у 1930-е, да филм буде мали омаж тадашњој кинематографији. Приликом стварања филмског Ђенке, као основа је послужио чувени београдски фотограф и сниматељ Коста Новаковић (1895—1953), који је имао студио у Курсулиној улици, где су долазиле девојке из богатих породица, а он их је сликао голе. Новаковић је 1930. био аутор филма Грешница без греха, који се сматра првим југословенским еротским филмом.

## Избор глумаца
Приликом одабира глумаца за ликове у филму, Ковачевић је сматрао да његове текстове најбоље играју глумци Атељеа 212, а у том позоришту је и играна истоимена представа. Како је глумачка подела у представи била другачија, наступиле су одређене измене, па су неке улоге замењене. У првој поставци представе из 1973. играли су: Мића Томић (Максимилијан), Милутин Бутковић (Аксентије), Ђорђе Јелисић (Милутин), Бора Тодоровић (Лаки), Милан Гутовић (Мирко), Весна Пећанац (Кристина), Драган Николић (Ђенка), Ташко Начић (Били Питон) и др. Временом је долазило до одређених измена у представи па је Лакија играо Драган Николић, Ђенку Светозар Цветковић, док су остале ликове тумачили Петар Краљ, Љубиша Бачић, Марина Кољубајева, Милан Михаиловић и др. Шијан је ипак главне улоге доделио глумцима, са којима је сарађивао на претходном филму па је улогу Лакија преузео Бата Стојковић, а улогу Милутина Павле Вуисић, док је улогу Аксентија припала Мији Алексићу, са којим до тада није радио. На Ковачевићево инсистирање, у филм је укључен Бора Тодоровић, али је уместо улоге Лакија, коју је играо у представи, добио улогу Ђенке. Улога Билија Питона, најпре је понуђена Ташку Начићу, који је ту улогу играо у позоришту, али након што је он одбио, додељена је Зорану Радмиловићу. Женске ликове играле су Сека Саблић (Кристина) и Мелита Бихали (служавка Оља). Једини који је задржао своју улогу из представе био је Мића Томић.
Највеће двоумљење Шијан је имао приликом одабира глумца за улогу Мирка, па је направио аудицију. Неки од озбиљних кандидата за улогу били су Јасенко Хоура, певач и гитариста групе Прљаво казалиште и извесни Опсеница, посетилац Кинотеке. Како је ово била једна од главних  улога одлучио је да ипак ангажује професионалног глумца, па је одабрао Богдана Диклића. Шијанова склоност ка сарадњи са натуршчицима овде је посебно дошла до изражаја. За улоге чланова банде Билија Питона ангажовао је Милована Тасића, високог 212 центиметара и Милана Јањића, особу ниског раста, као и близанце Мирослава и Драгослава Јовановића, док је епизодну улогу сељака који чисти бунар, имао Станојло Милинковић. Иначе Милинковић и Тасић, појавили су се у филму Ко то тамо пева, као отац и син, који наплаћују прелазак аутобуса преко њиве. Епизодне улоге у филму остварили су и Драгољуб Милосављевић, Михајло Бата Паскаљевић, Вељко Мандић, Војислав Мићовић, Фахро Коњхоџић и др.

## Реализација филма
Филм је највећим делом сниман у Панчеву, где је сценограф Миленко Јеремић направио привремени објекат, који је био студио, у коме су снимане сцене у ентеријеру (унутрашњост). Како би се дочарао дух 1930-их филм је у екстеријеру (спољашњост) сниман у старом градском језгру Панчева, на Косанчићевом венцу и Земуну. Такође, одређене сцене снимане су на Кошутњаку, београдском Новом гробљу, Делиблатској пешчари, језеру Трешња код Мале Иванче и др.

## Занимљивости
- Иако је Душан Ковачевић написао истоимену позоришну представу по којој је филм снимљен, радња филма није потпуно истоветна са позоришном представом. Позоришна представа има радњу која се дешава у комунистичкој Србији, почетком седамдесетих година двадесетог века, и има елементе сатире комунизма. Драма је 2013. режирана у Звездара театру у женској подели улога.[10] Осим филма и представе 2008. године је направљен истоимени мјузикл.
- У филму се као детаљ из тонског филма појављује песма „Сви ви што маштате о срећи“ коју изводи Милан Тимотић.
- Једна од најпознатијих сцена филма, када слушкиња Оља (Мелита Бихали) купа Максимилијана Топаловића (Мића Томић) и он је увлачи у каду и цепа јој блузу, заправо није требало да изгледа тако. И сама глумица је тада била изненађена тајним договором Томића и редитеља Шијана.[11]
- Из филма је избачена сцена у којој слушкиња Оља (Мелита Бихали) гола лежи у кревету са Аксентијем Топаловићем (Мија Алексић). Наиме, режисер је хтео да покаже да је слушкиња Оља тој мушкој фамилији служила и за секс. Међутим због несугласица између ње и Боже Николића ти кадрови су избачени.[11]
- Југословенска кинотека је у сарадњи са Вип мобајл и Центар филмом дигитално рестаурисала овај класик и приказала на специјалној пројекцији 20. априла 2018. у свечаној сали Југословенске кинотеке.
- Кућа породице Топаловић и данас постоји и налази се у центру Београда на Косанчићевом венцу.

## Награде
- Пула: Златна арена за улогу — Јелисавета Сека Саблић
- Врњачка Бања: Награда за дијалог
- Монтреал: Специјална награда жирија
- Марсеј: Прва награда за сценарио
- Брисел: Награда за филм

## Културно добро
Југословенска кинотека је, у складу са својим овлашћењима на основу Закона о културним добрима, 28. децембра 2016. године прогласила сто српских играних филмова (1911–1999) за културно добро од великог значаја. На тој листи се налази и филм Маратонци трче почасни круг.